# Sant Miquel de la Infermeria
Sant Miquel de la Infermeria és una capella romànica de la qual queden restes a Sant Joan de les Abadesses (Ripollès) inclosa a l'Inventari del Patrimoni Arquitectònic de Catalunya.

## Descripció
Era una església d'una sola nau de planta rectangular amb absis semicircular una mica més estret que la nau. Del que fou l'església actualment només se'n conserva una part de la paret del cantó nord-occidental, la qual ha estat aprofitada per la construcció d'una casa. S'hi endevina l'arrencada d'una volta de canó. A la mateixa banda i en la part de l'absis s'hi endevina també una finestreta de doble esqueixada. De la resta de murs només se'n conserva una alçada de 60 cm de la paret.

## Història
Tal com el seu nom indica aquesta església formava part d'un conjunt major on s'acollien vells i malalts, annex al monestir. Va ser construïda per encàrrec dea l'abat Ponç de Monells i fou consagrada el 2 de novembre de 1164 amb la dotació de dos masos, un de Prats i l'altre de Malatosca. La façana fou renovada l'any 1357 degut a la construcció d'un campanar d'espadanya. El 1428 fou força afectada pels terratrèmols, a conseqüència del qual fou objecte de diverses restauracions. El 1498 fou tancada la porta que donava directament a la infermeria i oberta, al mateix temps, una altra que comunicava amb el carrer. L'església fou enrunada durant la Guerra Civil. Fa pocs anys se'n van consolidar els fonaments.